# G.I. Blues
G.I. Blues is een Amerikaanse muziekfilm in kleur uit 1960, met Elvis Presley in de hoofdrol. Het was de eerste film die hij maakte na het vervullen van zijn dienstplicht.
Regie was van Norman Taurog, die met Presley later ook Blue Hawaii maakte.

## Verhaal
G.I. Tulsa McLean is gelegerd in West-Duitsland. Hij vormt samen met kameraden Cookie en Rick een muziekgroep. De drie dromen ervan om een nachtclub te openen, maar ze hebben nog 300 dollar nodig voor de huurovereenkomst. Zij wedden dat hun vriend Dynamite het hart van kieskeurige danseres Lili kan veroveren. Wanneer Dynamite onverwachts wordt overgeplaatst, moet Tulsa zijn plaats innemen.

## Rolverdeling
| Acteur          | Personage       |
| --------------- | --------------- |
| Elvis Presley   | Tulsa McLean    |
| Juliet Prowse   | Lili            |
| Robert Ivers    | Cookie          |
| James Douglas   | Rick            |
| Letícia Román   | Tina            |
| Sigrid Maier    | Marla           |
| Arch Johnson    | Sergeant McGraw |
| Mickey Knox     | Jeeter          |
| John Hudson     | Kapitein Hobart |
| Kenneth Becker  | Mac             |
| Jeremy Slate    | Turk            |
| Beach Dickerson | Warren          |
| Trent Dolan     | Mickey          |
| Carl Crow       | Walt            |
| Fred Essler     | Papa Mueller    |
| Ron Starr       | Harvey          |
| Erika Peters    | Trudy           |
| Ludwig Stössel  | Poppenspeler    |

## Achtergrond
Hoewel de film in Duitsland speelt, is hij in zijn geheel opgenomen in Hollywood. Wel zijn achtergrondscènes in Duitsland gefilmd. Het was de eerste film van Presley na zijn diensttijd.
Het muziekalbum met de liedjes uit de film was erg succesvol. Een van de bekendste liedjes is "Wooden heart", dat in Europa op single werd uitgebracht.
Tijdens de filmopnames kreeg Elvis bezoek van de koning en koningin van Thailand en enkele Scandinavische prinsessen, waaronder de toenmalige kroonprinses, Margrethe II van Denemarken.